# بشیری
بشیری (به کردی: Qubîn) (به ترکی استانبولی: Beşiri) شهری است در کشور ترکیه که در استان باتمان واقع شده‌است. جمعیت این شهر بر اساس سرشماری سال ۲۰۰۸ میلادی ۸٬۸۲۹ نفر و بر اساس برآوردهای سال ۲۰۰۹ میلادی ۹٬۰۸۵ نفر می‌باشد. 